# Zbigniew Hockuba
Zbigniew Hockuba (ur. 1952 w Niebylcu) – profesor nadzwyczajny doktor habilitowany, polski ekonomista, profesor Instytutu Nauk Ekonomicznych PAN i Uniwersytetu Warszawskiego.

## Życiorys
Absolwent I LO w Rzeszowie i SGPiS. Od 1997 profesor na Wydziale Nauk Ekonomicznych UW, obecnie profesor na Wydziale Zarządzania UW. W latach 1999–2005 dyrektor INE PAN. Członek Zarządu Narodowego Banku Polskiego w latach 2007–2011. W 2011 roku mianowany na stanowisko dyrektora wykonawczego w Europejskim Banku Odbudowy i Rozwoju.
Specjalizuje się w następujących zagadnieniach: ekonomia instytucji, ekonomia transformacji, makroekonomia, a także zagadnienia historii i metodologii ekonomii. Twórca i kierownik programu Monitoringu Makroekonomicznego „Gospodarka Polski – Prognozy i Opinie”. Członek Komitetu Nauk Ekonomicznych Polskiej Akademii Nauk w latach 1999–2007 oraz Rady Makroekonomicznej przy Ministrze Finansów (2004–2005).
W 2012 r. otrzymał Perłę Honorową Polskiej Gospodarki (w kategorii gospodarka), przyznawaną przez redakcję Polish Market.

## Prace
- Droga do spontanicznego porządku – transformacja ekonomiczna w świetle problemu (1995)
- Nauki ekonomiczne wobec wyzwań współczesności (razem z B. Fiedorem) (2009)